# Ču Kao-suej
Ču Kao-suej (čínsky pchin-jinem Zhū Gāosuì, znaky 朱高燧; 19. ledna 1383 – 5. října 1431) byl třetí syn čínského císaře Jung-le.

## Život
Ču Kao-suej se narodil 19. ledna 1383 jako třetí syn Ču Tiho, tehdy knížete z Jen se sídlem v Pekingu, a jeho hlavní manželky Sü I-chua. Byl průměrný charakterem i schopnostmi. Se starším bratrem Ču Kao-süem se účastnil vojenských tažení v občanské válce v letech 1399–1402, v důsledku které se jeho otec stal císařem říše Ming. Roku 1404 ho otec jmenoval knížetem z Čao (趙王). Roku 1405 byl pověřen vojenským velením v Pekingu.
Roku 1426 se zapletl do vzpoury svého staršího bratra Ču Kao-süa proti jejich synovci, císaři Chung-simu. V zájmu stability státu nebyl potrestán. Zemřel roku 1431, jeho hodnost knížete z Čao zdědil druhý syn Ču Čan-čchüe (朱瞻塙; 1413–1455), protože nejstarší syn Ču Čan-pa (朱瞻坺; 1411–1427) zemřel o několik let dříve. Jeho třetí a poslední syn, narozený začátkem roku 1413, zemřel v dětství.